# Студенты первого поколения
Студенты первого поколения — это студенты высших учебных заведений, родители которых не имеют законченного высшего образования (бакалавриат, специалитет, магистратура). Как показывают исследования, студенты первого поколения (СПП) в сравнении со студентами, имеющими родителей с высшим образованием, — как правило имеют более низкие образовательные результаты, например, низкие оценки, чаще отчисляются, выбирают менее престижные университеты, и реже поступают на более высокие уровни высшего образования (магистратура, аспирантура). Часто причинами слабых образовательных результатов СПП называются низкий социальный, экономический и культурный капитал родительской семьи. Исследования СПП широко развиты в США и в меньше степени в Европе. В английском языке существует устойчивое выражение, обозначающее СПП: first-generation students. В России эта сфера исследований только начинает зарождаться. Первая статья, эксплицитно посвященная СПП в России, была опубликована в престижном международном научном журнале Research in Social Stratification and Mobility только в 2024 году.
Социальная значимость выделения СПП из всей популяции студентов обусловлена двумя фактами. Во-первых, СПП находятся в сравнительно неблагополучном положении как с точки зрения их образовательных результатов, так и социально-экономического статуса их и их семей. Во-вторых, значимость проблемы обусловлена её масштабом: доля СПП среди всех студентов в мире колеблется от 30 % в Канаде до 70 % в Италии и Португалии. В России по последним замерам доля СПП составляет около 45 % среди всех студентов. К тому же, СПП являются признаком восходящей социальной мобильности и уменьшения образовательного неравенства. Но для СПП, которые отчисляются из университетов, социальной мобильности не происходит. Как следствие, образовательное неравенство не уменьшается.